# Tollaslabda a 2006-os nemzetközösségi játékokon
A 2006-os nemzetközösségi játékokon a tollaslabda versenyszámait március 16. és 26. között rendezték meg.

## Összesített éremtáblázat
| #        | Ország    | Arany | Ezüst | Bronz | Összesen |
| 1.       | Malajzia  | 4     | 3     | 0     | 7        |
| 2.       | Anglia    | 2     | 1     | 2     | 5        |
|          |           |       |       |       |          |
| 3.       | Szingapúr | 0     | 1     | 1     | 2        |
| 4.       | Új-Zéland | 0     | 1     | 0     | 1        |
|          |           |       |       |       |          |
| 5.       | India     | 0     | 0     | 2     | 2        |
| 6.       | Skócia    | 0     | 0     | 1     | 1        |
| Összesen | Összesen  | 6     | 6     | 6     | 18       |

## Férfi
| versenyszám | arany                                       | ezüst                                         | bronz                                 |
| Egyéni      | Lee Chong Wei (Malajzia)                    | Wong Choong Hann (Malajzia)                   | Chetan Anand (India)                  |
| Páros       | Malajzia · Koo Kien Keat · Chan Choong Ming | Malajzia · Choong Tan Fook · Wong Choong Hann | Anglia · Robert Blair · Anthony Clark |

## Női
| versenyszám | arany                                  | ezüst                               | bronz                              |
| Egyéni      | Tracey Hallam (Anglia)                 | Wong Mew Choo (Malajzia)            | Susan Hughes (Skócia)              |
| Páros       | Malajzia · Chin Eei Hui · Wong Pei Tty | Szingapúr · Jiang Yanmei · Li Yujia | Anglia · Donna Kellogg · Gail Emms |

## Vegyes
| versenyszám | arany | ezüst | bronz |
| Páros       | Anglia · Nathan Robertson · Gail Emms | Új-Zéland · Dan Shirley · Sara Runesten Petersen | Szingapúr · Hendri Kurniawan Saputra · Li Yujia |
| Csapat      | Malajzia · Chan Chong Ming · Lee Chong Wei · Wong Choong Hann · Chin Eei Hui · Julia Wong Pei Xian · Koo Kien Keat · Wong Mew Choo · Wong Pei Tty · Ooi Sock Ai · Choong Tan Fook | Anglia · Aamir Ghaffar · Anthony Clark · Donna Kellogg · Ella Tripp · Gail Emms · Joanne Nicholas · Nathan Robertson · Robert Blair · Simon Archer · Tracey Hallam | India · Anup Sridhar · Aparna Popat · Chetan Anand · Jwala Gutta · Rupesh Kumar · Saina Nehwal · Sanave Thomas · Shruti Kurian · Trupti Murgunde · Valiyaveetil Diju |